# Melanolophia misma
Melanolophia misma là một loài bướm đêm trong họ Geometridae.